# Claude-Antoine Da-Costa
Claude-Antoine Da-Costa, né le 28 février 1932 à Pointe-Noire (république du Congo) et mort le 1er mai 2007 à Clamart, est un homme politique congolais. Il est Premier ministre de la république du Congo de décembre 1992 à juin 1993.

## Biographie

### Formation et carrière professionnelle
Claude-Antoine Da-Costa fait des études d'agronomie en France puis est nommé une fois rentré au Congo, secrétaire du bureau politique du Mouvement national de la révolution (MNR). Il est nommé secrétaire d'état à la Défense en 1965 puis ministre de la Reconstruction et ensuite ministre de l'Agriculture. Il quitte le Congo et travaille pour la FAO et la Banque mondiale en tant qu'administrateur.  

### Premier ministre
Claude-Antoine Da-Costa est nommé Premier ministre le 6 décembre 1992 et forme un gouvernement d'union nationale. Il est limogé le 23 juin 1993 après la victoire de l'UPADS aux élections législatives en mai 1993[réf. souhaitée]. 
Il est nommé le lendemain, ministre d'état dans le cabinet de son successeur Joachim Yhombi-Opango[réf. souhaitée]. 

### Condamnation
Dans le cadre du procès de Pascal Lissouba, Claude-Antoine Da-Costa est condamné par contumace à 20 ans de travaux forcés le 20 décembre 2001,. 

### Mort
Claude-Antoine Da-Costa meurt à Clamart en 1er mai 2007,.